# Melicope laevis
Melicope laevis är en vinruteväxtart som beskrevs av Thomas Gordon Hartley. Melicope laevis ingår i släktet Melicope och familjen vinruteväxter. Inga underarter finns listade i Catalogue of Life.